# Ismaïl Omar Guelleh
Ismaïl Omar Guelleh (tiếng Somalia: Ismaaciil Cumar Geelle; tiếng Ả Rập: إسماعيل عمر جليه) (sinh ngày 27 tháng 11 năm 1947) là chính trị gia Djibouti, giữ chức Tổng thống của quốc gia này từ năm 1999.
Guelleh kế nhiệm Tổng thống từ chú của mình, Hassan Gouled Aptidon, lần đầu tiên vào năm 1999, tái đắc cử Tổng thống lần 2 vào năm 2005 và lần 3 vào năm 2011. Trong khu vực, ông thường được nhắc đến bằng tên viết tắt của mình, IOG. Guelleh, được miêu tả như một nhà độc tài và sự cai trị của ông đã bị chỉ trích bởi một số nhóm nhân quyền.